# Агум I Большой
Агум I Большой — касситский вождь, правил приблизительно в 1726—1704 годах до н. э. Второй из ранних правителей касситов. 
По всей видимости, был сыном Гандаша. Агум I правил в течение приблизительно 22-24 лет. До нашего времени не дошли надписи, непосредственно относящиеся к правлению Агума I, поэтому остаётся неясным вопрос, правил ли он на самом деле Вавилоном или нет.